# Élections législatives de 1962 dans la Vendée
Les élections législatives françaises de 1962 se déroulent les 18 et 25 novembre 1962. Dans le département de la Vendée, quatre députés sont à élire dans le cadre de quatre circonscriptions.

## Élus
| Circonscription | Député sortant  | Parti | Parti | Député élu ou réélu       | Parti | Parti   |
| --------------- | --------------- | ----- | ----- | ------------------------- | ----- | ------- |
| 1re             | Michel Crucis   |       | CNIP  | Lionel de Tinguy du Pouët |       | MRP     |
| 2e              | Henri Caillemer |       | CNIP  | Marcel Bousseau           |       | UNR-UDT |
| 3e              | Louis Michaud   |       | MRP   | Louis Michaud             |       | MRP     |
| 4e              | Antoine Guitton |       | CNIP  | Vincent Ansquer           |       | UNR-UDT |

## Résultats

### Résultats à l'échelle du département
| Parti          | Parti                                          | Premier tour | Premier tour | Second tour | Second tour | Sièges |
| Parti          | Parti                                          | Voix         | %            | Voix        | %           | Sièges |
| -------------- | ---------------------------------------------- | ------------ | ------------ | ----------- | ----------- | ------ |
|                | Mouvement républicain populaire                | 58 935       | 33,97        | 24 875      | 20,64       | 2      |
|                | Centre national des indépendants et paysans    | 45 239       | 26,08        | 26 646      | 22,11       | 0      |
|                | Centre démocratique                            | 104 174      | 60,05        | 51 521      | 42,76       | 2      |
|                |                                                |              |              |             |             |        |
|                | Union pour la nouvelle République (UDT)        | 39 523       | 22,78        | 54 522      | 45,25       | 2      |
|                | Majorité présidentielle                        | 39 523       | 22,78        | 54 522      | 45,25       | 2      |
|                |                                                |              |              |             |             |        |
|                | Parti communiste français                      | 15 283       | 8,81         | Retrait     | Retrait     | 0      |
|                | Section française de l'Internationale ouvrière | 13 416       | 7,73         | 14 452      | 11,99       | 0      |
|                | Union et fraternité française                  | 1 091        | 0,63         |             |             | 0      |
|                |                                                |              |              |             |             |        |
| Inscrits       | Inscrits                                       | 253 951      | 100,00       | 184 204     | 100,00      | 4      |
| Abstentions    | Abstentions                                    | 70 507       | 27,76        | 55 988      | 30,39       |        |
| Votants        | Votants                                        | 183 444      | 72,24        | 128 216     | 69,61       |        |
| Blancs et nuls | Blancs et nuls                                 | 9 957        | 5,43         | 7 721       | 6,02        |        |
| Exprimés       | Exprimés                                       | 173 487      | 94,57        | 120 495     | 93,98       |        |

### Résultats par circonscription

#### Première circonscription (La Roche-sur-Yon)
| Candidat       | Candidat                      | Parti          | Premier tour | Premier tour | Second tour | Second tour |  |
| Candidat       | Candidat                      | Parti          | Voix         | %            | Voix        | %           |  |
| -------------- | ----------------------------- | -------------- | ------------ | ------------ | ----------- | ----------- |  |
|                | Lionel de Tinguy du Pouët élu | MRP            | 20 281       | 47,97        | 24 875      | 58,41       |  |
|                | Michel Crucis sortant         | CNIP           | 14 897       | 35,24        | 12 055      | 28,31       |  |
|                | Eugène Auger                  | SFIO           | 3 637        | 8,6          | 5 657       | 13,28       |  |
|                | Auguste Brunet                | PCF            | 3 460        | 8,18         | Retrait     | Retrait     |  |
|                |                               |                |              |              |             |             |  |
| Inscrits       | Inscrits                      | Inscrits       | 59 045       | 100,00       | 57 842      | 100,00      |  |
| Abstentions    | Abstentions                   | Abstentions    | 14 341       | 24,29        | 13 544      | 23,42       |  |
| Votants        | Votants                       | Votants        | 44 704       | 75,71        | 44 298      | 76,58       |  |
| Blancs et nuls | Blancs et nuls                | Blancs et nuls | 2 429        | 5,43         | 1 711       | 3,86        |  |
| Exprimés       | Exprimés                      | Exprimés       | 42 275       | 94,57        | 42 587      | 96,14       |  |

#### Deuxième circonscription (Fontenay-le-Comte)
| Candidat       | Candidat                | Parti          | Premier tour | Premier tour | Second tour | Second tour |  |
| Candidat       | Candidat                | Parti          | Voix         | %            | Voix        | %           |  |
| -------------- | ----------------------- | -------------- | ------------ | ------------ | ----------- | ----------- |  |
|                | Marcel Bousseau élu     | UNR-UDT        | 17 286       | 41,63        | 20 728      | 46,99       |  |
|                | Henri Caillemer sortant | CNIP           | 13 104       | 31,56        | 14 591      | 33,08       |  |
|                | Robert Bailly           | SFIO           | 5 761        | 13,87        | 8 795       | 19,94       |  |
|                | Roger Arnaud            | PCF            | 5 371        | 12,94        | Retrait     | Retrait     |  |
|                |                         |                |              |              |             |             |  |
| Inscrits       | Inscrits                | Inscrits       | 63 192       | 100,00       | 63 089      | 100,00      |  |
| Abstentions    | Abstentions             | Abstentions    | 20 062       | 31,75        | 17 907      | 28,38       |  |
| Votants        | Votants                 | Votants        | 43 130       | 68,25        | 45 182      | 71,62       |  |
| Blancs et nuls | Blancs et nuls          | Blancs et nuls | 1 608        | 3,73         | 1 068       | 2,36        |  |
| Exprimés       | Exprimés                | Exprimés       | 41 522       | 96,27        | 44 114      | 97,64       |  |

#### Troisième circonscription (Les Sables-d'Olonne)
|                | Louis Michaud sortant réélu | MRP            | 25 851 | 62,65  |  |  |  |
|                | Michel Trécourt-Raimondeau  | CNIP           | 6 905  | 16,73  |  |  |  |
|                | Odette Roux                 | PCF            | 4 487  | 10,87  |  |  |  |
|                | Jacques Sinard              | SFIO           | 4 018  | 9,74   |  |  |  |
|                |                             |                |        |        |  |  |  |
| Inscrits       | Inscrits                    | Inscrits       | 68 433 | 100,00 |  |  |  |
| Abstentions    | Abstentions                 | Abstentions    | 23 593 | 34,48  |  |  |  |
| Votants        | Votants                     | Votants        | 44 840 | 65,52  |  |  |  |
| Blancs et nuls | Blancs et nuls              | Blancs et nuls | 3 579  | 7,98   |  |  |  |
| Exprimés       | Exprimés                    | Exprimés       | 41 261 | 92,02  |  |  |  |

#### Quatrième circonscription (Les Herbiers)
| Candidat       | Candidat                | Parti          | Premier tour | Premier tour | Second tour | Second tour |  |
| Candidat       | Candidat                | Parti          | Voix         | %            | Voix        | %           |  |
| -------------- | ----------------------- | -------------- | ------------ | ------------ | ----------- | ----------- |  |
|                | Vincent Ansquer élu     | UNR-UDT        | 22 237       | 45,92        | 33 794      | 100,00      |  |
|                | Raymond Dronneau        | MRP            | 12 803       | 26,44        | Retrait     | Retrait     |  |
|                | Antoine Guitton sortant | CNIP           | 10 333       | 21,34        | Retrait     | Retrait     |  |
|                | Jean Miquel             | PCF            | 1 965        | 4,06         |             |             |  |
|                | Alexis Garreau          | UFF            | 1 091        | 2,25         |             |             |  |
|                |                         |                |              |              |             |             |  |
| Inscrits       | Inscrits                | Inscrits       | 63 281       | 100,00       | 63 273      | 100,00      |  |
| Abstentions    | Abstentions             | Abstentions    | 12 511       | 19,77        | 24 537      | 38,78       |  |
| Votants        | Votants                 | Votants        | 50 770       | 80,23        | 38 736      | 61,22       |  |
| Blancs et nuls | Blancs et nuls          | Blancs et nuls | 2 341        | 4,61         | 4 942       | 12,76       |  |
| Exprimés       | Exprimés                | Exprimés       | 48 429       | 95,39        | 33 794      | 87,24       |  |